# Дракохруст Абрам Генріхович
Абра́м (Аврам) Ге́нріхович Дракохру́ст (1899—1937) — радянський громадський і військовий діяч. Дивізійний комісар. Нагороджений орденом Леніна (1936).

## З життєпису
Народився 1899 року в місті Вознесенськ у родині вантажника. Грамоту опанував самостійно; з десяти років почав працювати. Працював службовцем у торгово-промислових підприємствах. Член ВКП(б) із грудня 1917 року. В 1917—1918 роках перебував у Червоній гвардії в Одесі. У 1918—1919 роках — на підпільній роботі в Одесі.
Воював на Південному та Південно-Західному фронтах. Обіймав посади політскладу — політбоєць та політрук 1-го Чорноморського партизанського загону, 49-го Українського полку. З серпня 1919 року — військком батальйону зв'язку 60-ї стрілецької дивізії. З 1920 року — начальник шифрувального відділення та військком польового штабу дивізії. У боях зазнав контузії.
Після громадянської війни на відповідальних посадах політскладу; у 1921 році — на шифрувальній роботі. У 1922—1924 pоках — помічник військкома штабу Московського військового округу. 1924—1925 роки — військком Управління Північно-Кавказького військового округу. Слухач підготовчої групи для вступу до Військово-політичної академії імені М. Г. Толмачова. З 1929 року — військком 98-го Самарського стрілецького полку. З жовтня 1930 року — начальник політвідділу 33-ї Самарської стрілецької дивізії. Проживав у Новому Борисові (нині в складі міста Борисов); військовослужбовець.
1932 року призначений начальником політвідділу 5-ї механізованої бригади Білоруського військового округу. Дивізійний комісар (1936). У травні 1937 року зарахований у розпорядження Управління з командно-начальницького складу РККА. Того ж місяця за політичною недовірою звільнений у запас.
Заарештований 17 травня 1937 року. Постановою Військової Колегії Верховного Суду СРСР від 30.10.1937 засуджений до розстрілу з конфіскацією майна. Страчений 31 жовтня 1937 року.
Місце поховання невідомо. Реабілітований посмертно у 1956 році.